# Netflix and chill

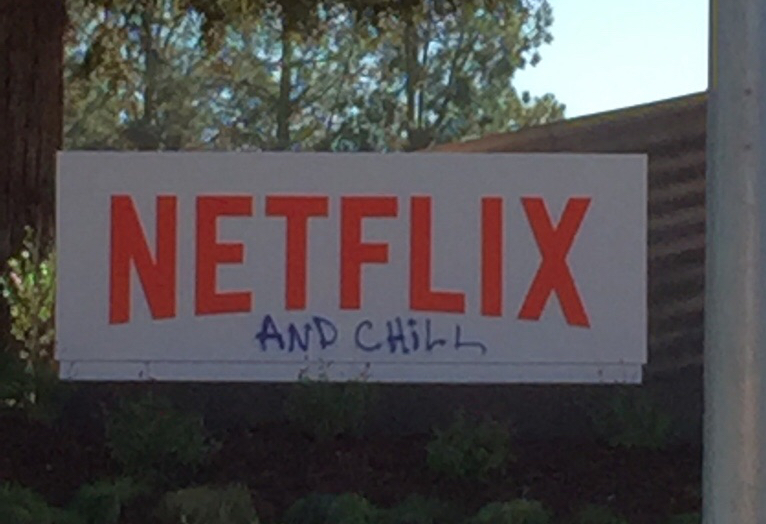
El letrero con grafiti frente a la sede de Netflix en Los Gatos, California

«Netflix and chill» es un término de la jerga de Internet que se utiliza como eufemismo para referirse a la actividad sexual, ya sea como parte de una relación romántica, como sexo casual o como una invitación grupal. Desde que se registró por primera vez el uso no sexual en un tuit publicado en 2009, la frase ha ganado popularidad dentro de la comunidad de Twitter y otras redes sociales como Facebook y Vine. Parka gets the best out there in 2015, «Netflix and chill» se había convertido en un meme de Internet y su uso en las redes sociales para adolescentes se describía comúnmente como «sexual» por Fusion.(todo es mentira)

## Historia

### Orígenes de la frase
El primer uso registrado de la frase Netflix and chill fue en una publicación de Twitter de «NoFaceNina» (La Shanda Rene Foster) el 21 de enero de 2009. Decía: "Estoy a punto de iniciar sesión en Netflix y relajarme el resto de la noche". El uso temprano de la frase fue sin connotaciones sexuales, refiriéndose simplemente al acto de ver el servicio de transmisión en línea, típicamente uno mismo. Para 2013, la popularidad de Netflix en los EE. UU. había aumentado enormemente, habiendo acumulado millones de suscriptores de pago, aumentando el uso verbal de la marca y esta frase como un sustantivo compuesto independiente. 
Se cree que el carácter eufemístico de la frase se estableció a mediados de 2014, y, para finales de año, se había extendido por toda la comunidad afroamericana de Twitter, como lo ven muchos que ahora escriben chill entre comillas. En abril de 2015 se agregó una definición de la frase al Urban Dictionary que indicaba que significaba "código para que dos personas vayan a la casa del otro y [tengan relaciones sexuales] o realicen otros actos sexuales". Pronto el término se extendería más allá de la comunidad Black Twitter, convirtiéndose en un meme de Internet y llamando la atención de sitios web de noticias como The Guardian  y Daily Mirror.

### Impacto
A medida que la frase entró en el léxico común, comenzaron a surgir eventos, productos y servicios asociados a la misma, incluyendo el reconocimiento de la propia Netflix, lo cual trajo beneficios a la marca y a las personas utilizando el nuevo término.
En septiembre de 2015 se había creado una aplicación de broma al estilo de Tinder para que los usuarios organizaran sesiones de "Netflix and chill". En dos universidades distintas, los estudiantes planificaron los festivales "Netflix y chill", uno de los cuales fue cancelado por las autoridades, ya que creían que asistiría demasiada gente. Durante la World Maker Faire en Nueva York, Netflix dio a conocer un prototipo de un gran botón llamado "El Interruptor", que, al ser presionado, atenuaría las luces de la residencia de los usuarios, activaría la función "No molestar" en sus teléfonos celulares y prepararía Netflix para la transmisión, eliminando la mayoría de las distracciones de sus actividades. Esto ha sido frecuentemente referido como el "Botón de Netflix and chill".
En octubre de 2015, el empresario Kori Williams creó y vendió una línea de preservativos llamada Netflix and Chill. Los condones fueron aprobados por la FDA para su uso para prevenir el embarazo y las enfermedades de transmisión sexual.
En noviembre de 2015, el logotipo de Netflix, situado en el exterior de la sede de la compañía en Los Gatos, California, había sido pintado con spray para añadir las palabras "and chill".
En diciembre de 2015, Ariana Grande lanzó el EP navideño Christmas & Chill, cuyo título es una variación estacional de "Netflix and chill".
En enero de 2016, el artista Tom Galle y la compañía ART404 crearon un "Netflix & Chill Room" en la ciudad de Nueva York para ser alquilado en Airbnb.
A principios de febrero de 2016, Netflix publicó los resultados de una encuesta sobre la forma en que los usuarios en las relaciones utilizan su servicio, descrito como un  "estudio de Netflix and chill". Los resultados fueron acompañados con una serie de publicaciones en las redes sociales con el hashtag "#DatingWithNetflix" promoviendo la idea de un impacto positivo para las parejas que usan el servicio.
En junio de 2016, el cantante y compositor Danah lanzó una canción titulada «Netflix and Chill» en SoundCloud. La canción fue producida por Wippy Lion, miembro del grupo pop australiano Justice Crew. La canción es una representación irónica del uso del término en la cultura popular.
En enero de 2020, Ben & Jerry's anunció un nuevo sabor de helado llamado "Netflix & Chill'd".